# Trifunktionelles Purinsyntheseprotein
Das trifunktionelle Purinsyntheseprotein (GARS-AIRS-GART) (auch Adenosin-3) ist ein Enzym in Tieren, bei dem drei verschiedene enzymatische Domänen zu einem Protein verschmolzen sind: die Phosphoribosylamin-Glycin-Ligase (GARS), die Phosphoribosylglycinamid-Formyltransferase (GART) und die Phosphoribosylformylglycinamidin-Cyclo-Ligase (AIRS). Diese Aktivitäten sind Teil der Purinbiosynthese und kommen in allen Lebewesen vor: als Einzelenzyme in Prokaryoten und als teilweise bifunktionelle Enzyme in Hefen.
Die Domänen von Adenosin-3 sind linear angeordnet und katalysieren die Schritte 2, 5, und 3 der zehnschrittigen Biosynthese von IMP. Der Genort beim Menschen für das Adenosin-3-Gen GART liegt auf Chromosom 21, was möglicherweise die Ursache für erhöhte Purinwerte beim Down-Syndrom ist.

## Katalysierte Reaktionen

### GARS
+  + ATP  {\displaystyle \longrightarrow }

{\displaystyle \longrightarrow }   + ADP + Pi
Die Phosphoribosylamin-Glycin-Ligase-Domäne erleichtert die Addition von Glycin an 5-Phosphoribosylamin (PRA) zu Glycinamidribonukleotid (GAR).

### GART
+ 10-Formyl-THF  {\displaystyle \longrightarrow }

{\displaystyle \longrightarrow }   + THF
Die Phosphoribosylglycinamid-Formyltransferase (GART) katalysiert die Formylierung von Glycinamidribonukleotid (GAR) zu Formylglycinamidribonukleotid (FGAR) mittels Formyltetrahydrofolat.

### AIRS
+ ATP  {\displaystyle \longrightarrow }   + ADP + Pi + H2O
Die Phosphoribosylformylglycinamidin-Cyclo-Ligase-Domäne zyklisiert Formylglycinamidinribonukleotid (FGAM) zu 5-Aminoimidazolribonukleotid (AIR).